# George Evan Howell

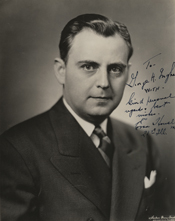
George Evan Howell

George Evan Howell (* 21. September 1905 in Marion, Illinois; † 18. Januar 1980 in Clearwater, Florida) war ein US-amerikanischer Jurist und Politiker. Zwischen 1941 und 1947 vertrat er den Bundesstaat Illinois im US-Repräsentantenhaus; anschließend wurde er Bundesrichter.

## Werdegang
George Howell besuchte die öffentlichen Schulen in Villa Grove im Douglas County und studierte danach bis 1927 am University of Illinois College of Commerce in Urbana. In den Jahren 1927 und 1928 arbeitete er als Lehrer im McHenry County. Von 1928 bis 1930 gehörte er der Fakultät am University of Illinois College of Commerce an. Nach einem anschließenden Jurastudium und seiner 1930 erfolgten Zulassung als Rechtsanwalt begann er in Springfield in diesem Beruf zu arbeiten. Im Jahr 1933 wurde er Mitglied im Reserve Corps für Offiziere der United States Army. Zwischen 1937 und 1941 fungierte Howell als Schlichter in Konkursverfahren am Bundesbezirksgericht für den südlichen Distrikt von Illinois.
Politisch war Howell Mitglied der Republikanischen Partei. Bei den Kongresswahlen des Jahres 1940 wurde er im 21. Wahlbezirk von Illinois in das US-Repräsentantenhaus in Washington, D.C. gewählt, wo er am 3. Januar 1941 die Nachfolge des Demokraten Frank W. Fries antrat. Nach drei Wiederwahlen konnte er bis zu seinem Rücktritt am 5. Oktober 1947 im Kongress verbleiben. Seit dem 7. Dezember 1941 war auch die Arbeit des Kongresses von den Ereignissen des Zweiten Weltkrieges und später von dessen Folgen geprägt.
Howells Rücktritt erfolgte nach seiner Ernennung zum Bundesrichter am United States Court of Claims. Dieses Amt bekleidete er bis 1953. Von 1953 bis 1955 war er Vorsitzender der Kommission für Mautstraßen in Illinois. Danach praktizierte er wieder als Rechtsanwalt. Er zog nach Largo in Florida und starb am 18. Januar 1980 in Clearwater. Seine Urne wurde auf dem Nationalfriedhof Arlington in Virginia beigesetzt.